# 蒙雷阿勒拉克吕斯
蒙雷阿勒拉克吕斯（法語：Montréal-la-Cluse，法語發音：[mɔ̃ʁeal la klyz] ⓘ）是法国东部安省的一个市镇，属于楠蒂阿区。

## 地理
蒙雷阿勒拉克吕斯（46°11'12"N, 5°34'15"E）面积12.83 平方千米，位于法国奥弗涅-罗讷-阿尔卑斯大区安省，该省份为法国东部省份，北起汝拉省，西北接索恩-卢瓦尔省，西接罗讷省和里昂大都会，南至伊泽尔省，东与萨瓦省、上萨瓦省和瑞士接壤。
与蒙雷阿勒拉克吕斯接壤的市镇（或旧市镇、城区）包括：阿普勒蒙、布里永、贝阿尔-热奥夫雷西亚、伊泽诺尔、马尔蒂尼亚、楠蒂阿、波尔。

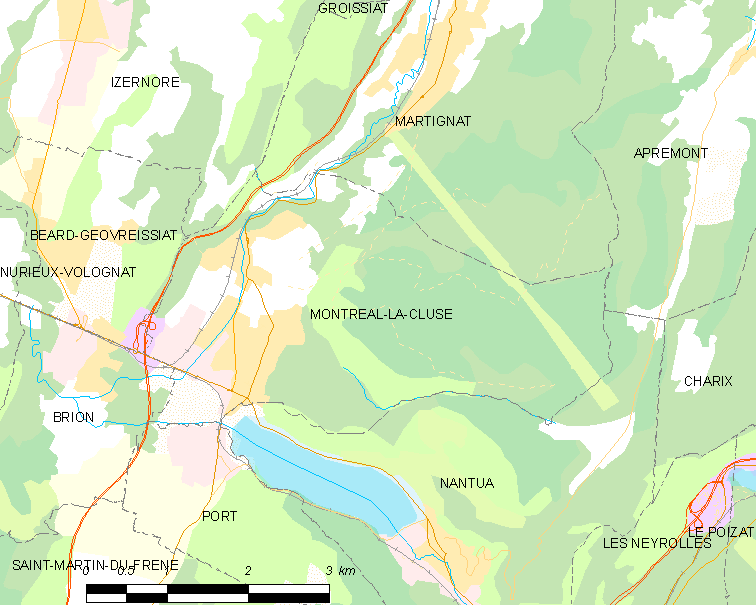
蒙雷阿勒拉克吕斯的OSM定位图

蒙雷阿勒拉克吕斯的时区为UTC+01:00、UTC+02:00（夏令时）。

## 行政
蒙雷阿勒拉克吕斯的邮政编码为01460，INSEE市镇编码为01265。

## 政治
蒙雷阿勒拉克吕斯所属的省级选区为楠蒂阿县。

## 人口

1962-2008年间蒙雷阿勒拉克吕斯人口变化图示

蒙雷阿勒拉克吕斯于2022年1月1日时的人口数量为3584人。